# Ha-Maškif
ha-Maškif (hebrejsky המשקיף, doslova Pozorovatel) byl hebrejský psaný deník vycházející v mandátní Palestině v letech 1938–1948.
Za vznikem listu stálo hnutí revizionistického sionismu a jeho předák Vladimír Žabotinský, který sám do listu pravidelně přispíval. Mezi jeho editory byl i Bencijon Netanjahu, otec izraelského premiéra Benjamina Netanjahua. Deník navazoval na předchozí list Chazit ha-am, který byl během krátké doby své existence zakázán mandátními britskými úřady, a na list ha-Jarden vycházející od roku 1934. Ha-Maškif vycházel do roku 1948, kdy šlo stále o oficiální tiskový orgán revizionistů. Pak jej, už v samostatném státu Izrael, nahradil deník Cherut.